# 23298 Loewenstein
23298 Loewenstein è un asteroide della fascia principale. Scoperto nel 2001, presenta un'orbita caratterizzata da un semiasse maggiore pari a 2,2875834 UA e da un'eccentricità di 0,1624899, inclinata di 3,65721° rispetto all'eclittica.